# Boran
Boran, porodica, ili po nekima, dio porodice Bora-Huitoto ili Huitoto-Bora, čiji su jezici raširenih u peruanskom departmanu Loreto, točnije provinciji Maynas, kolumbijskom departmanu Amazonas i brazilskoj državi Amazonas. 
Porodica ili skupina Boran obuhvaća više plemena, to su: Bora i njima srodni Miranha, Carapana ili Karapana, grupu Nonuya, grupu Okaina i srodne im Fitita i Indijance Muenane ili Muinane. Ove posljednje Muinane naziva se i Muinane de La Sabana, za razliku od Muinane Indijanaca koji govore Huitoto jezikom. 

## Jezici
Na popisu jezika koji imaju vlastite identifikatore su: bora [boa] iz Perua, Brazila i Kolumbije, ukupno 3.390, i muinane [bmr] iz Kolumbije, 150 (2007 Moyano).

## Vanjske poveznice
- Ethnologue (14th)
- Ethnologue (15th)
- Witoto-Bora